# Circonscription de Meku
La circonscription de Meku est une des 177 circonscriptions législatives de l'État fédéré Oromia. Elle se situe dans la zone Illubabor. Son représentant actuel est Feyse Lemesa Gemo.